# Chiesa del Santuccio
La chiesa del Santuccio si trova nella città italiana di Siena, in via Roma; un tempo faceva parte del monastero di Santa Maria degli Angeli. Fa parte della Direzione regionale musei della Toscana.

## Storia
La chiesetta fu eretta nel 1352 e rifatta nel 1557 grazie all'iniziativa del nobile dilettante Annibale Bichi che ne realizzò la facciata e la sovvenzionò economicamente. Il nome deriva dalla famiglia Santucci che furono i suoi principali benefattori. Era parte dell'ex monastero agostiniano femminile di Santa Maria degli Angeli. Con le soppressioni degli ordini monastici di fine Ottocento, la chiesa accolse le suore dai vicini conventi. All'inizio del Novecento queste vennero però spostate altrove e il monastero perse la sua funzione diventando scuola professionale.

## Descrizione
La facciata in cotto, di ricordo peruzziano, fu realizzata dal nobile dilettante Annibale Bichi. All'interno, sull'altar maggiore, una grande tela con la Madonna col Bambino e santi iniziata da Francesco Vanni nel 1610, anno della sua morte, continuata da Ventura Salimbeni, morto nel 1613, e finalmente finita da Sebastiano Folli nel 1614.
Ai lati dell'altare maggiore due tele con Santa Cecilia che suona l'organo (a destra) attribuito ad Antonio Buonfigli e un Concerto d'angeli (a sinistra) firmato da Ventura Salimbeni (1612). I temi di entrambi ricordano la devozione musicale delle suore del convento.
La decorazione ad affresco lungo le pareti laterali, eseguita da Ventura Salimbeni, illustra sei episodi della Vita di san Galgano. Tra queste si segnalano il Sogno di San Galgano e San Galgano in preghiera di fronte alla spada nella roccia e tutte spiccano per la scioltezza con cui sono eseguite.